# Beaufortia purpurea
Beaufortia purpurea är en myrtenväxtart som beskrevs av John Lindley. Beaufortia purpurea ingår i släktet Beaufortia och familjen myrtenväxter. Inga underarter finns listade i Catalogue of Life.